# Ndèye Coumba Mbengue Diakhaté
Pour les articles homonymes, voir Mbengue.
Ndèye Coumba Mbengue Diakhaté, née en 1924 à Rufisque et morte le 25 septembre 2001, est une poète et éducatrice sénégalaise. 

## Biographie
Ndèye Coumba Mbengue Diakhaté, militante de plusieurs associations socio-culturelles, telles que l'Association pour l'action sociale des femmes de Rufisque dont elle a été la présidente, sa ville natale, ainsi que du Foyer social local, prône le respect mutuel entre les sexes, dans la conscience admise de leur complémentarité. Sur le plan culturel, elle est pour la sauvegarde des valeurs authentiques en même temps que pour la participation au dialogue des cultures. 
Institutrice des premières promotions de l'Ecole Normale de Rufisque (plus tard école de Thiès), Ndèye Coumba Mbengue, confrontée de par sa profession, à la relation Ecole-Famille, a voulu donner un double sens à sa mission d'éducatrice en conjuguant, pour une meilleure contribution de la femme, l'éducation des mères et celle des enfants. entreprise dans laquelle l'A.A.S. de Rufisque joue le rôle d'un atelier d'avant-garde.

## Œuvre
Son recueil de poésies, Les Filles du soleil, parle notamment de la place des femmes dans la cellule familiale ainsi que du racisme et du sexisme dans la société sénégalaise.

## Publications
- Filles du soleil (poésie), Dakar, Nouvelles Éditions africaines , 1980, 44 p.  (ISBN 2-7236-0217-6)